# John Gaughan

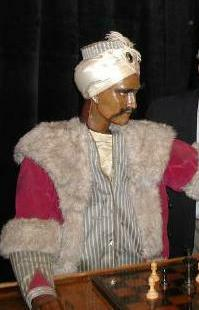
El Turco reconstruido de Gaughan

John Gaughan es un fabricante de equipamiento y actos mágicos para magos cuya base es en Los Ángeles, California. Su estilo de trabajo es clásico, no basado fuertemente encima maquinaria y tecnología.
Los ilusionistas grandes han notado su trabajo, como David Blaine, quién tiene varios tiempo le llamó "un genio mágico".
Ha construido para personas como Alan Wakeling, Mark Wilson, Criss Angel, David Copperfield, David Blaine, Simon Drake, Doug Henning y Las Puertas, y es responsable para la construcción de docenas de actos importantes.  Ha también construyó un replica del ajedrez de siglo XVIII-jugando máquina, El Turk, el cual a menudo visita conferencias ajedrecísticas.
Gaughan Creó la ilusión de Levitación de David Copperfield, el cual es notable para su grato movimiento y aspecto sin trabas. Gaughan Aguanta una patente en un método para crear la ilusión de vuelo. Gaughan También creó un "un-de-un-amable" prop para Producciones de Wilson del Mark para una Semana de Prevención de Fuego Nacional Acontecimiento. Utilizando un estándar de un chasis para un carrito de golf, John y su equipo crearon "Snuffy". Snuffy Era un "motor" de tipo de caldera mágico  que parecido para conducir a lo largo de sin cualquier conductor visible.